# Женоубийство

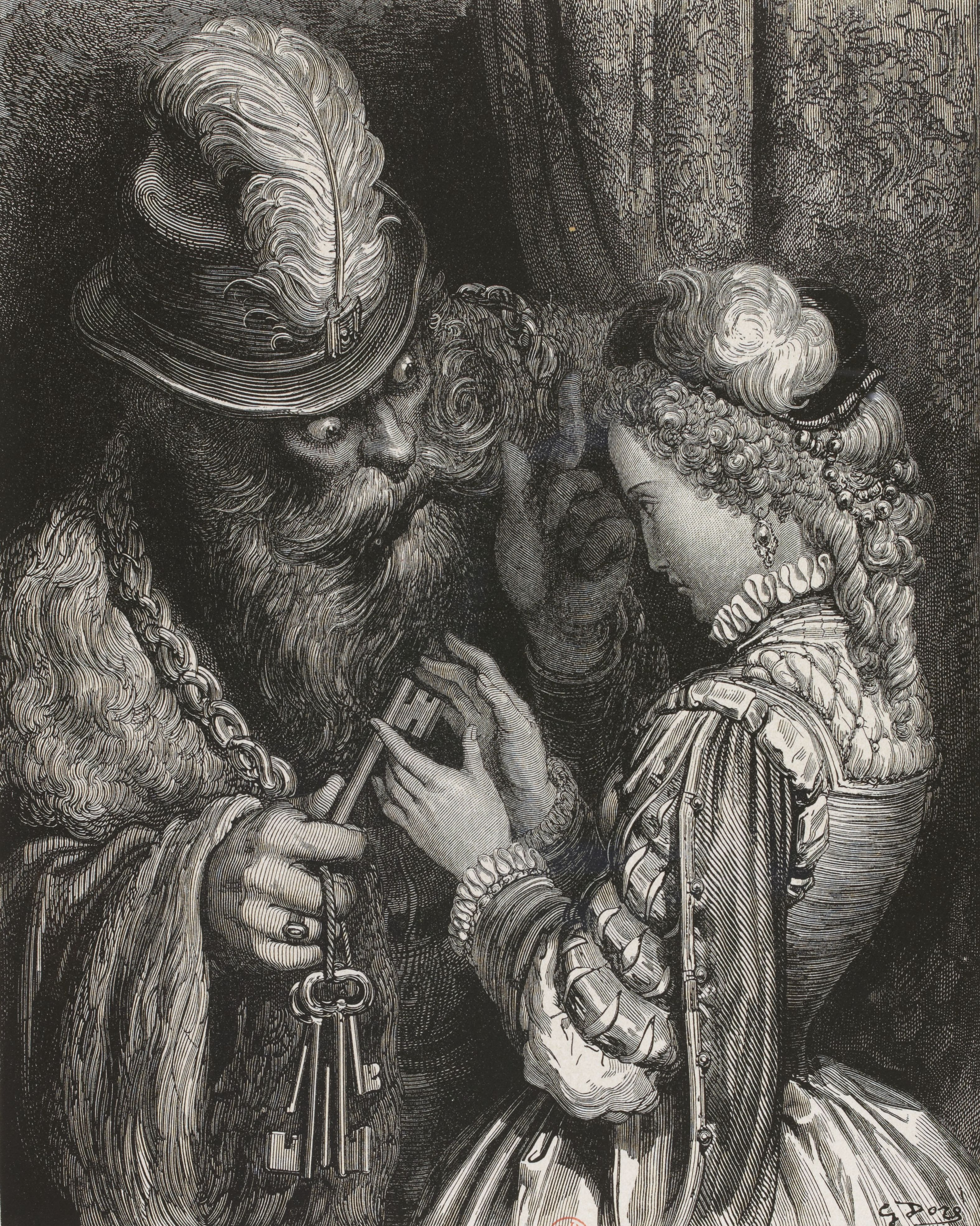
Синяя Борода — вымышленный женоубийца

Женоубийство — уголовное преступление, когда мужчина совершает убийство своей официальной жены, то есть женщины, состоящей с ним в официальном браке.

## Известные женоубийцы

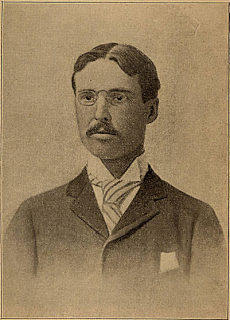
Карлайл Харрис отравил свою жену

- Камбис II — персидский царь женился на двух своих сестрах. Во время приступа безумия он убил младшую из них за то, что она оплакивала их общего брата Бардию (Смердиса).
- Птолемей XI Александр II — царь Египта через 19 дней после свадьбы приказал убить свою жену Беренику, на которой он женился по политическому расчету. После этого Птолемея убили жители Александрии, среди которых Береника пользовалась большой популярностью.
- Ирод Великий  — царь Иудеи задушил вторую жену Мариамну по подозрению в прелюбодеянии.
- Тиберий — император Рима уморил свою вторую жену Юлии, которая находилась в ссылке на маленьком острове Пандатария.
- Нерон — император Рима предположительно приказал убить свою первую жену Октавию, а также, забил до смерти свою вторую жену, Поппею Сабину.
- Вэнь-ди  — первый император северокитайского государства Западная Вэй приказал своей жене покончить жизнь самоубийством.
- Минамото-но Ёсицунэ — прославленный самурай из клана Минамото, узнав о поражении своему брату Минамото-но Ёритомо, приказал своей жене покончить жизнь самоубийством.
- Жуан Португальский — претендент на португальский престол, вероятно, задушил свою супругу в приступе ревности.
- Генрих VIII  — король Англии казнил Анну Болейн и Кэтрин Говард, двух из шести женщин с которыми он был в браке.
- Пьетро Медичи   — принц Тосканский. Предположительно убил жену Леонору Альварес де Толедо.
- Чунчжэнь — император династии Мин приказал жене покончить с собой, поняв о неминуемом поражении, когда армия Ли Цзычэна штурмовала Пекин.
- Фредерик Диминг — австралийский женоубийца.
- Уильям Генри Бери — английский женоубийца. Стал последним преступником, казнённым в городе Данди.
- Хоули Харви Криппен — американский гомеопат и дантист, а также, первый человек, который был задержан с помощью радиосвязи. Был повешен за убийство своей жены.
- Герберт Армстронг — британский юрист, осуждённый и казнённый за женоубийство. Вина оспаривается современными исследователями.
- Джордж Джозеф Смит — серийный женоубийца, убивавший жен ради страховых выплат.
- Уолтер Джеймс Болтон — последний казненный в Новой Зеландии.
- Уильям Берроуз — американский писатель. Случайно застрелил жену Джоан Воллмер, упражняясь в стрельбе по стакану на её голове.
- Луи Альтюссер — французский философ-неомарксист. Задушил жену. Был признан невменяемым
- Джек Олдермен  — американский женоубийца.
- Роберт Биренбаум — известный американский пластический хирург. Был осужден за убийство своей жены.
- Штефан Свитек —  женоубийца. Последний казненный человек на территории Чехословакии.
- Павел Селюн — белорусский женоубийца.
- Бишимбаев Куандык  — казахстанский экс-министр. Забил насмерть свою неофициальную жену в ресторане.

## В массовой культуре
- Рассказ Эдгара По «Чёрный кот» (1843)
- Повесть Оскара Уайльда «Кентервильское привидение» (1887) (одноимённая экранизация в 1970 году)
- Роман Агаты Кристи «Загадочное происшествие в Стайлзе» (1920)
- Роман Рекса Стаута «Фер-де-Ланс» (1934).
- Роман Агаты Кристи «Убийство в Месопотамии» (1936)
- Роман Агаты Кристи «Смерть на Ниле» (1937)
- Роман Агаты Кристи «Одним пальцем» (1942)
- Х/ф. «Окно во двор» (1954)
- Х/ф. «Зазубренное лезвие» (1985)
- Х/ф. «Ловушка для одинокого мужчины» (1990)
- Х/ф. «Перелом» (2007)

## Цитаты
Эркюль Пуаро:
Человек мыслит стереотипами, и неважно, живёт ли он в рамках закона или преступает его, он действует соответственно своему характеру. Сколько бы он ни совершил преступлений, все они будут как две капли походить друг на друга. Классический случай — некий англичанин избавляется от своих жён, топя их в ванне. Придумай он что-то другое, ему, вероятно, и по сей день удавалось бы избежать наказания. Но над ним тяготеет один из всеобщих законов человеческой психологии: преступник уверен — то, сошло ему с рук однажды, удастся и второй раз, и третий. В результате он расплачивается за тривиальность своего мышления.Агата Кристи. «Убийство на поле для гольфа»